# Flequer Tarragoní
Flequer Tarragoní era una revista mensual apareguda al maig del 1934 a la ciutat de Tarragona, com a portaveu de la Federació d'Industrials Flequers de la província. Com a tal, donava compte de tot allò relacionat amb la indústria de forners, amb les disposicions oficials que els atenyessin, activitats, gestions amb les autoritats, acords de les reunions, preus dels mercats fariners, etc.
Aconseguí un bon nombre d'afiliats fins al començament de la Guerra Civil espanyola del 1936, moment en què es va deixar de publicar.
El número de pàgines era variable entre 12 i 24. L'extraordinari del mes de maig de 1935, en tenia 40. Les dimensions eren de 27,5 x 21,5 cm a dues columnes de 22,5 x 8 cm. En els números extraordinaris les mides eren tipus foli i la coberta a dues tintes. Pel que fa a la capçalera les mesures eren de: 5,5 x 17 cm.

## Història
Flequer Tarragoní es va publicar entre 1934-1936. Portava com a subtítol: "Revista mensual, portaveu de la Federació d'Industrials Flequers de la província de Tarragona i a partir del núm.16 (agost de 1935) s'hi afegeix: "...i Òrgan Oficial de la Confederació Catalana de Fabricants de Pa, en aquestes comarques".
La seu de la redacció estava ubicada a La Rambla 14 d'Abril, 40, de Tarragona. La impremta Josep Pijoan, al carrer Méndez Núñez, 5, s'encarregava de la seva impressió.
Escrita majoritàriament en català i amb algunes col·laboracions en castellà.
Destacar que en l'equip de redacció, com a corrector, hi trobem Joaquim Icart i Leonila, escriptor i erudit català. Com a col·laboradors habituals, donades les característiques de la publicació, acostumem a trobar-hi flequers o associacions del ram. N'hi ha de J. Vergés, Joan Salvat, B. Llaurador, F. de P. Aixelà, Ramir Aragonés, "Jip-Jap", E. Lehemann, Sanromà, V. Quintana, Josep Sabaté, B. Falgueras, etc.
Publicava també textos del: Butlletí Oficial de la Generalitat (BOG), núm. 4 (VIII-1934), sobre la importació del blat i farina; circular del Conseller d'Economia i Agricultura, Joan Comorera; núm.9 (I-1935), 13 (V-1935) Circular de la "Junta Provincial Superior de Contractación de Trigos de Huesca"; núm. 14 (VI-1935) Circular del Ministerio de Agricultura.
El propòsit de la revista era fer veure als industrials del pa la conveniència d'unir-se i associar-se a la Federació, per tal de fer front tots junts contra:
| «                                                   | ...els gitanos del ofici, baraters i poca-soltes que es llencen a empreses o aventures que, tard o d'hora han de repercutir forçosament al seu voltant. | » |
| — Editorial, Flequer Tarragoní, núm1 (maig de 1934) | |   |

Tot i que prediquen l'associacionisme, no fan menció de cap tipus de partit polític ni sindicat. Diuen que:
| «                                                    | ...aquest vell consum de no creure en l'esforç col·lectiu, hem d'acabar-lo d'una vegada i convèncer a aquells que es creuen que tots sols són prou per a solucionar-se tota classe de conflictes que s'els puguin presentar. | » |
| — Editorial, Flequer Tarragoní, núm.1 (maig de 1934) | |   |

Els titulars en la seva majoria eren informatius. En diversos números es repeteix un destacable: Ull Companys! en què denuncia els baraters del pa amb noms, cognoms i adreça. La revista comptava amb les següents seccions: "Editorial", a tots els números, la majoria sense signar. Algunes porten la firma de Jip Jap i J. Vergés. Reprodueixen sessions extraordinàries de la Federació, actes, etc. També inclouen informacions del Butlletí Oficial de la Generalitat; "Relació de socis"; "Literària" on es publiquen poemes d'Emili Graells Castells; "Ens diuen que" on trobem comunicacions d'interès per als flequers. Cal destacar la secció "Teòrica Forneta", on en el primer exemplar de la revista es diu: "Tractarem de desenrotllar el millor possible tot el que es refereix a blat, farina i pa", amb informacions de classes de farina i llevat, l'aigua que contenen, minerals, cel·lulosa, midó, etc. La secció era un intent didàctic de fer conèixer als forners els materials que elaboren; "Mercat" i "Aspecte del mercat", eren també seccions habituals de la publicació.
La revista comptava amb il·lustracions de poca qualitat exceptuant les dels anuncis publicitaris. També hi podem trobar, en alguns números, fotografies d'esdeveniments i persones relacionades amb la Federació.
La distribució del Flequer Tarragoní es feia des de Tarragona i la zona de difusió era tot el Principat. Els lectors potencials eren: industrials flequers, fabricants de maquinària, fabriques de farina i persones relacionades, en general, amb la indústria del pa. Es distribuïa gratuïtament.
Flequer Tarragoní fou important perquè s'articulà com a resposta a la insistent demanda de la Federació de crear un òrgan portaveu a la província, ja que l'associació de flequers, fins aleshores, a Tarragona era molt minsa comparada amb Barcelona, Lleida i Girona.
El darrer número es correspon amb el núm.26 de la col·lecció (juny de 1936).
Tant a la Biblioteca Hemeroteca Municipal de Tarragona com a la Biblioteca Pública de Tarragona se'n conserva part de la col·lecció.